# Rząd Hiszpanii

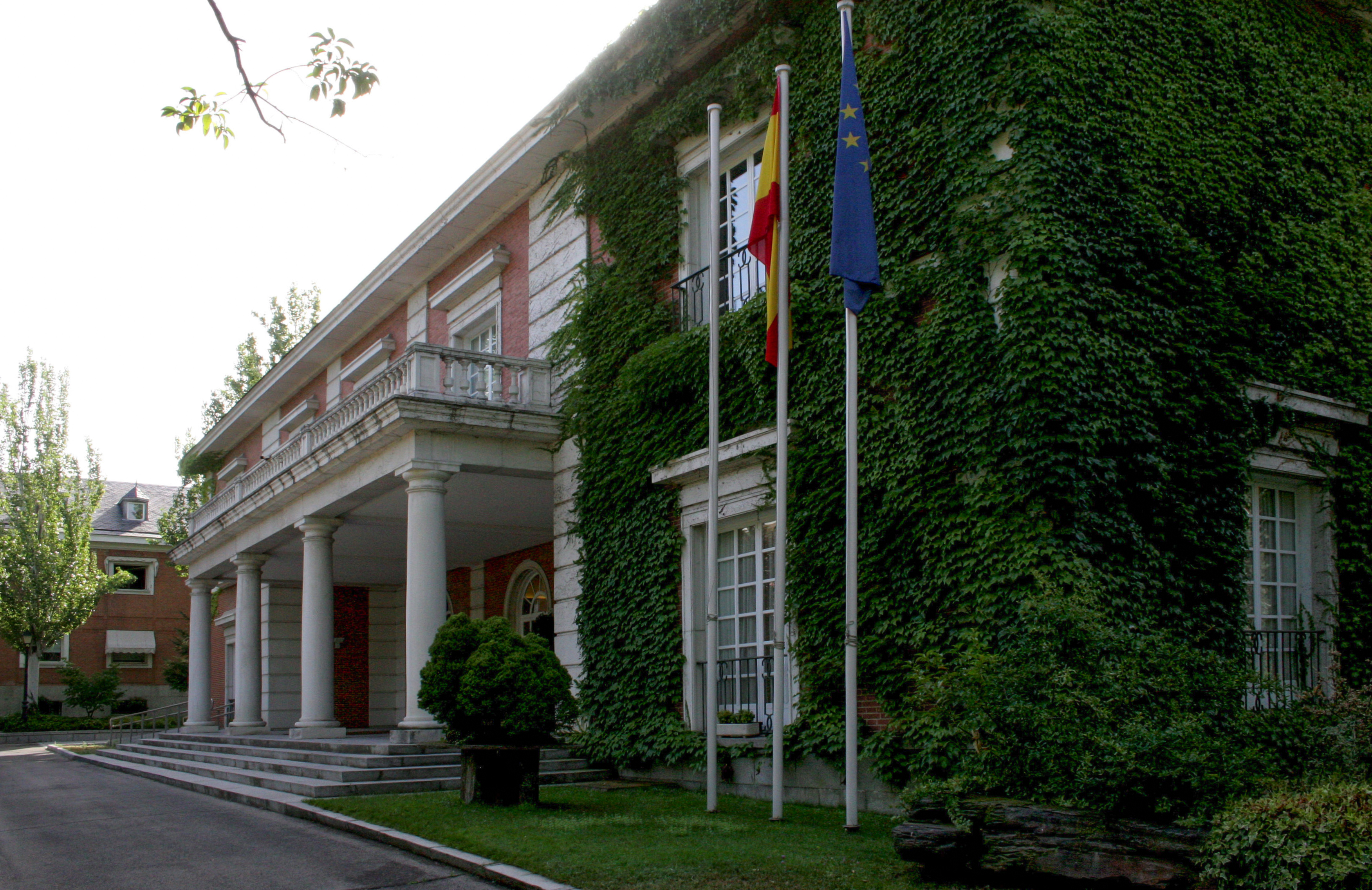
Palacio de la Moncloa, oficjalna siedziba premiera Hiszpanii

Rząd Hiszpanii  (hiszp. Gobierno de España) stanowi ogół centralnych organów administracyjnych sprawujących władzę wykonawczą w Królestwie Hiszpanii. Centralnymi elementami jego struktury są Przewodniczący Rządu i Rada Ministrów( hiszp. Consejo de Ministros).
Rząd centralny kieruje władzą wykonawczą i Generalną Administracją Państwa Królestwa Hiszpanii. Rząd składa się z premiera i ministrów; premier sprawuje ogólne kierownictwo nad ministrami i może swobodnie mianować i odwoływać ich stanowiska. Ministrowie należą również do najwyższego organu decyzyjnego, znanego jako Rada Ministrów. Rząd ponosi odpowiedzialność przed Parlamentem (Cortes Generales), a dokładniej przed Kongresem Deputowanych, organem, który wybiera premiera lub odwołuje go w drodze wniosku o wotum nieufności. Wynika to z faktu, że Hiszpania jest systemem parlamentarnym ustanowionym Konstytucją z 1978 roku.
Jego podstawowe doregulacje znajdują się w Tytule IV Konstytucji, a także w Tytule V tego dokumentu, dotyczącym relacji z Kortezami Generalnymi, oraz w Ustawie 50/1997 z dnia 27 listopada o Rządzie.
Obecnym premierem jest Pedro Sánchez, który objął urząd 2 czerwca 2018 r. Jest on liderem Socjalistycznej Partii Robotniczej i kieruje swoim trzecim gabinetem od końca 2023 r. Rząd jest czasami określany metonimią Moncloa, ponieważ rezydencja premiera, Pałac Moncloa, jest także siedzibą rządu.

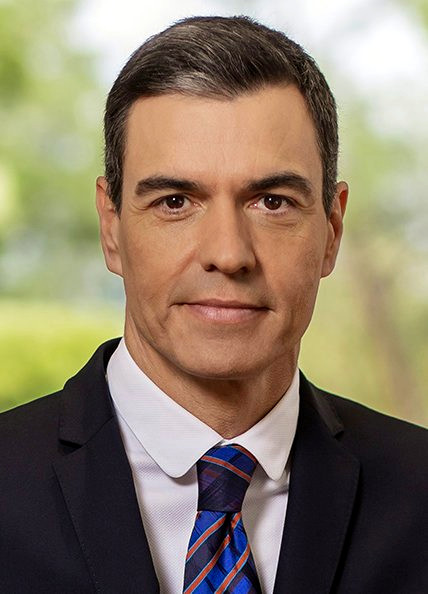
Pedro Sanchez

## Obecny skład Rady Ministrów
| Stanowisko                                                                                        | Minister                       |
| ------------------------------------------------------------------------------------------------- | ------------------------------ |
| Przewodniczący Rządu                                                                              | Pedro Sánchez                  |
| Pierwsza Wiceprzewodnicząca ds. kontaktów z parlamentem, prezydencji i instytucji demokratycznych | Carmen Calvo                   |
| Drugi Wiceprzewodniczący ds. praw socjalnych i agendy 2030                                        | Pablo Iglesias                 |
| Trzecia Wiceprzewodnicząca ds. gospodarczych i transformacji cyfrowej                             | Nadia Calviño Maria Santamaria |
| Czwarta Wiceprzewodnicząca ds. zmian klimatu i problemów demograficznych                          | Teresa Ribera Rodríguez        |
| Minister spraw zagranicznych, europejskich i kooperacji                                           | Maria Aranzazu González Laya   |
| Minister sprawiedliwości                                                                          | Juan Carlos Campo Moreno       |
| Minister obrony                                                                                   | Margarita Robles               |
| Minister finansów                                                                                 | María Jesús Montero            |
| Minister spraw wewnętrznych                                                                       | Fernando Grande-Marlaska       |
| Minister transportu, mobilności i agendy miejskiej                                                | José Luis Ábalos               |
| Minister edukacji i kształcenia zawodowego                                                        | Isabel Celaá                   |
| Minister pracy i ekonomii społecznej                                                              | Yolanda Díaz Pérez             |
| Minister przemysłu, handlu i turystyki                                                            | Reyes Maroto                   |
| Minister rolnictwa, rybołówstwa i żywności                                                        | Luis Planas                    |
| Minister polityki terytorialnej i służb publicznych                                               | Carolina Darias San Sebastián  |
| Minister kultury i sportu                                                                         | José Manuel Rodríguez Uribes   |
| Minister zdrowia                                                                                  | Salvador Illa Roca             |
| Minister nauki i innowacji                                                                        | Pedro Duque                    |
| Minister równości                                                                                 | Irene María Montero Gil        |
| Minister konsumpcji                                                                               | Alberto Carlos Garzón Espinosa |
| Minister integracji, bezpieczeństwa socjalnego i migracji                                         | José Luis Escrivá Belmonte     |
| Minister Uniwersytetów                                                                            | Manuel Castells Oliván         |